# Olympische Sommerspiele 1996/Teilnehmer (Aruba)
| Gelbes Symbol für Goldmedaillen mit stilisierten Olympischen Ringen | Graues Symbol für Silbermedaillen mit stilisierten Olympischen Ringen | Braundes Symbol für Bronzemedaillen mit stilisierten Olympischen Ringen |
| ------------------------------------------------------------------- | --------------------------------------------------------------------- | ----------------------------------------------------------------------- |
| —                                                                   | —                                                                     | —                                                                       |

Aruba nahm bei den Olympischen Sommerspielen 1996 zum dritten Mal an Olympischen Sommerspielen teil. Die Mannschaft bestand aus drei Sportlern, die alle Männer waren. Sie starteten in drei Wettbewerben in drei Sportarten. Der jüngste Teilnehmer war der Gewichtheber Junior Faro mit 18 Jahren und 10 Tagen, der älteste war der Radfahrer Lucien Dirksz mit 27 Jahren und 306 Tagen. Die Fahne wurde während der Eröffnungsfeier am 19. Juli 1996 von Junior Faro in das Olympiastadion getragen.

## Teilnehmer nach Sportarten

### Gewichtheben
| Athleten    | Wettbewerb    | Reißen   | Reißen | Stoßen   | Stoßen | Zweikampf | Zweikampf | Rang |
| Athleten    | Wettbewerb    | Gewicht  | Rang   | Gewicht  | Rang   | Gewicht   | Rang      | Rang |
| ----------- | ------------- | -------- | ------ | -------- | ------ | --------- | --------- | ---- |
| Herren      |               |          |        |          |        |           |           |      |
| Junior Faro | Mittelgewicht | 112,5 kg | 21     | 137,5 kg | 21     | 250,0 kg  | 21        | 21   |

### Leichtathletik
Laufen und Gehen 
| Athleten       | Wettbewerb | Vorlauf | Vorlauf | Viertelfinale | Viertelfinale | Halbfinale    | Halbfinale    | Finale        | Finale        | Rang |
| Athleten       | Wettbewerb | Zeit    | Rang    | Zeit          | Rang          | Zeit          | Rang          | Zeit          | Rang          | Rang |
| -------------- | ---------- | ------- | ------- | ------------- | ------------- | ------------- | ------------- | ------------- | ------------- | ---- |
| Herren         |            |         |         |               |               |               |               |               |               |      |
| Miguel Janssen | 200 m      | 21,72 s | 7       | ausgeschieden | ausgeschieden | ausgeschieden | ausgeschieden | ausgeschieden | ausgeschieden | -    |

### Radsport

#### Straße
| Athleten      | Wettbewerb    | Zeit    | Rang |
| ------------- | ------------- | ------- | ---- |
| Herren        |               |         |      |
| Lucien Dirksz | Straßenrennen | Aufgabe | -    |